# Parabuthus abyssinicus
Espèce
Synonymes
- Parabuthus liosoma abyssinicus Pocock, 1901
- Parabuthus liosoma dmitrievi Birula, 1903

Parabuthus abyssinicus est une espèce de scorpions de la famille des Buthidae.

## Distribution
Cette espèce se rencontre en Éthiopie, en Érythrée, à Djibouti et en Somalie au Somaliland.
Sa présence au Soudan est incertaine.

## Description
Le mâle syntype mesure 72 mm et la femelle syntype 90 mm.
Parabuthus abyssinicus mesure de 72 à 115 mm.

## Systématique et taxinomie
Cette espèce a été décrite par Pocock en 1901. Elle est considérée comme une sous-espèce de Parabuthus liosoma par Birula en 1917. Elle est élevée au rang d'espèce par Kovařík, Lowe, Plíšková et Šťáhlavský en 2016.

## Étymologie
Son nom d'espèce lui a été donné en référence au lieu de sa découverte, l'Abyssinie.

## Publication originale
- Pocock, 1901 : « On a new species of the genus Parabuthus. » Bollettino dei Musei di Zoologia ed Anatomia Comparata, vol. 16, no 382, p. 1 (texte intégral).